# ماريا تيريزا فيرا
ماريا تيريزا فيرا هي عازفة قيثارة وكاتبة غنائية وملحنة ومغنية كوبية، ولدت في 6 فبراير 1895 في Guanajay ‏ في كوبا، وتوفيت في 17 ديسمبر 1965.

## وصلات خارجية
- ماريا تيريزا فيرا على موقع ميوزك برينز (الإنجليزية)
- ماريا تيريزا فيرا على موقع ديسكوغز (الإنجليزية)